# Heterolepidoderma fallax
Heterolepidoderma fallax är en djurart som tillhör fylumet bukhårsdjur, och som beskrevs av Adolf Remane 1936. Heterolepidoderma fallax ingår i släktet Heterolepidoderma och familjen Chaetonotidae. Inga underarter finns listade i Catalogue of Life.